# タルトゥ天文台

タルトゥ天文台（新天文台）本館（2018年）

タルトゥ天文台（タルトゥてんもんだい）は、エストニア共和国、タルトゥ県にあるタルトゥ大学の附属施設である。タルトゥ市内にある旧天文台（エストニア語: Tartu Tähetorn）と、タルトゥ市郊外にある新天文台（エストニア語: Tartu Observatoorium）と、2つの施設がある。旧天文台は現在では、タルトゥ大学博物館に所属する天文展示棟となっている。新天文台は、現役の観測施設であり、エストニア最大の天文台である。旧天文台は、世界文化遺産にもなっているシュトルーヴェの測地弧の基点としても知られる。

## 歴史
タルトゥ天文台が立地するタルトゥ市、或いは天文台を所管するタルトゥ大学は、政情によって何度か名称変更があり、それに伴って天文台の呼称も変化している。元々はドイツ流にドルパト天文台（ドルパト帝国大学天文台）と称し、その後ユーリエフ大学天文台を経て、エストニア語名でタルトゥ天文台（タルトゥ大学天文台）と呼ばれるが、以下では便宜上タルトゥ天文台に統一して記述し、タルトゥ大学、タルトゥ市についても同様に扱う。

### ドイツ・バルト圏期

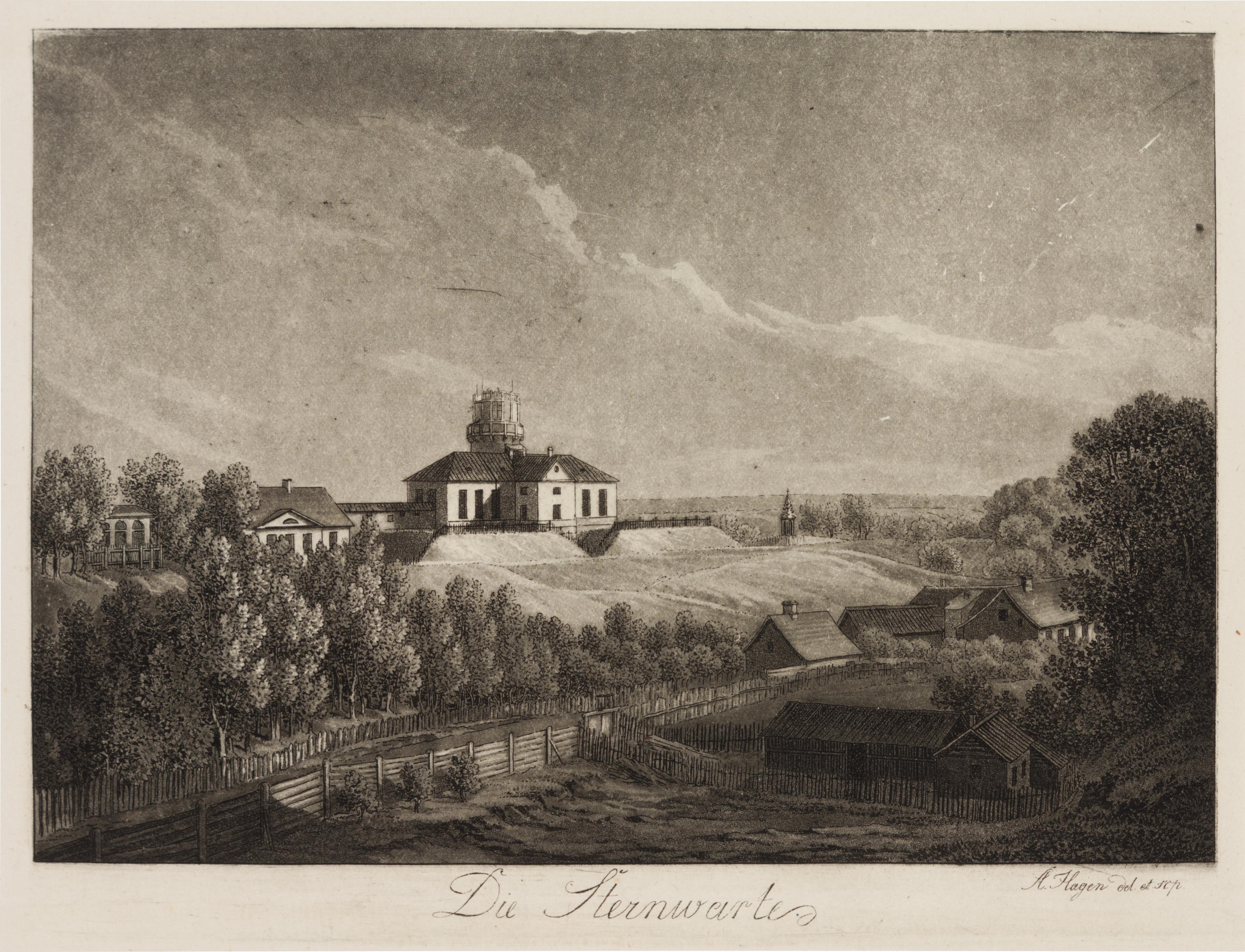
タルトゥ旧天文台の石版画（1827年）

タルトゥ天文台の歴史は、1802年にタルトゥ大学（当時はドルパト帝国大学）が再開した時点まで遡る。1805年に、タルトゥ大学の数学教授で初代天文台長となったヨハン・パフが自宅に天文観測機器を設置したことが、天文台の始まりとされる。その後、タルトゥ市内の仮設天文台を経て、1808年にトーメの丘の端で恒久的な天文台施設の建設が始まり、1810年に完成した。タルトゥ天文台の設立年については、着工した1808年とするものと、竣工した1810年とするものとがある。

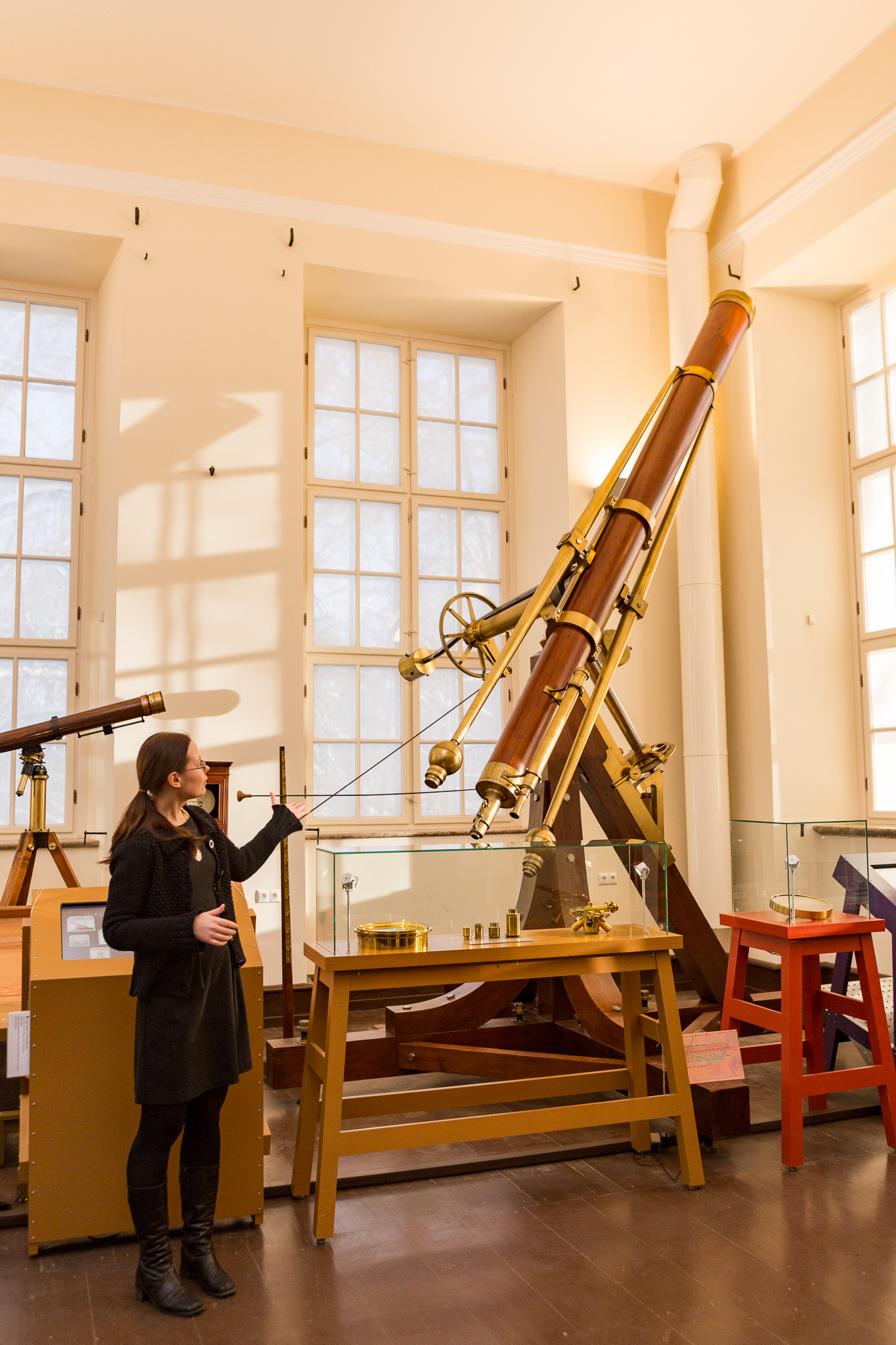
9インチフラウンホーファー屈折望遠鏡

設立からの四半世紀で、タルトゥ天文台は天文学界に大きな影響力を持つ存在となる。その立役者は、フリードリッヒ・フォン・シュトルーベであった。シュトルーベは、タルトゥ大学の学生であった時から天文台に出入りし、大学所有の観測機器を天文台に搬入、設置し、本格的な天体観測を開始した。その後、学位を取得すると、シュトルーベはタルトゥ大学の教授、そして天文台の3代目台長に就任した。当初、ドロンド製の子午儀で観測を行っていたが、位置天文学的な精度に満足していなかったシュトルーベは、1822年にはライヘンバッハ子午環を導入、更に年周視差の測定を目指して、口径9インチのフラウンホーファー屈折望遠鏡を導入した。フラウンホーファーの望遠鏡は、色消しの対物レンズ、錘を使用した自動追尾式赤道儀、温度変化の影響を考慮したレンズ支持方式などの新しい技術を採用した、当時世界最大・最高性能の屈折望遠鏡であった。フラウンホーファー屈折鏡は非常に高価なものであったが、経緯度の高精度での決定をテーマに学位論文を執筆したシュトルーベは、天文学のみならず測地学に長けており、ロシア帝国軍将校に測地学と地図作製法の技術指導をしていたことにより、ロシア皇帝からの潤沢な資金援助があって、購入することができた。シュトルーベは20年以上、タルトゥ天文台で観測を行い、3,000以上の重星を収録したカタログを作成、その集大成といえる「二重星及び多重星の精密測定（Stellarum duplicium et multiplicium mensurae micrometricae per magnum Fraunhoferi tubum annis a 1824 ad 1837 in Specula Dorpatensi institutae…）」の出版や、ベガの年周視差の決定に成功するなど、大きな業績をあげた。しかし、プルコヴォ天文台の完成と共にプルコヴォ天文台長となり、1839年にタルトゥ天文台を去った。
シュトルーベの後、1840年から台長を務めたのは、精度の高い月面地図の作成で名を馳せたヨハン・ハインリッヒ・メドラーで、1864年までその地位にあった。メドラーは、シュトルーベが行っていた観測を引き継ぎ、また、精力的に書籍や論文を執筆し、タルトゥ天文台の活動を世に印象付けた。メドラーは優れた普及者でもあり、著書「万人の天文学（Populäre Astronomie）」は版を重ね、世界中で読まれた。メドラーの元では、トーマス・クラウゼンやルートヴィヒ・シュヴァルツが研究を行い、いずれも後に台長となった。一方で、メドラーは観測機器の更新の意識は低く、19世紀後半に時代遅れの観測施設としてタルトゥ天文台が低迷する一因となった。

### ロシア化期

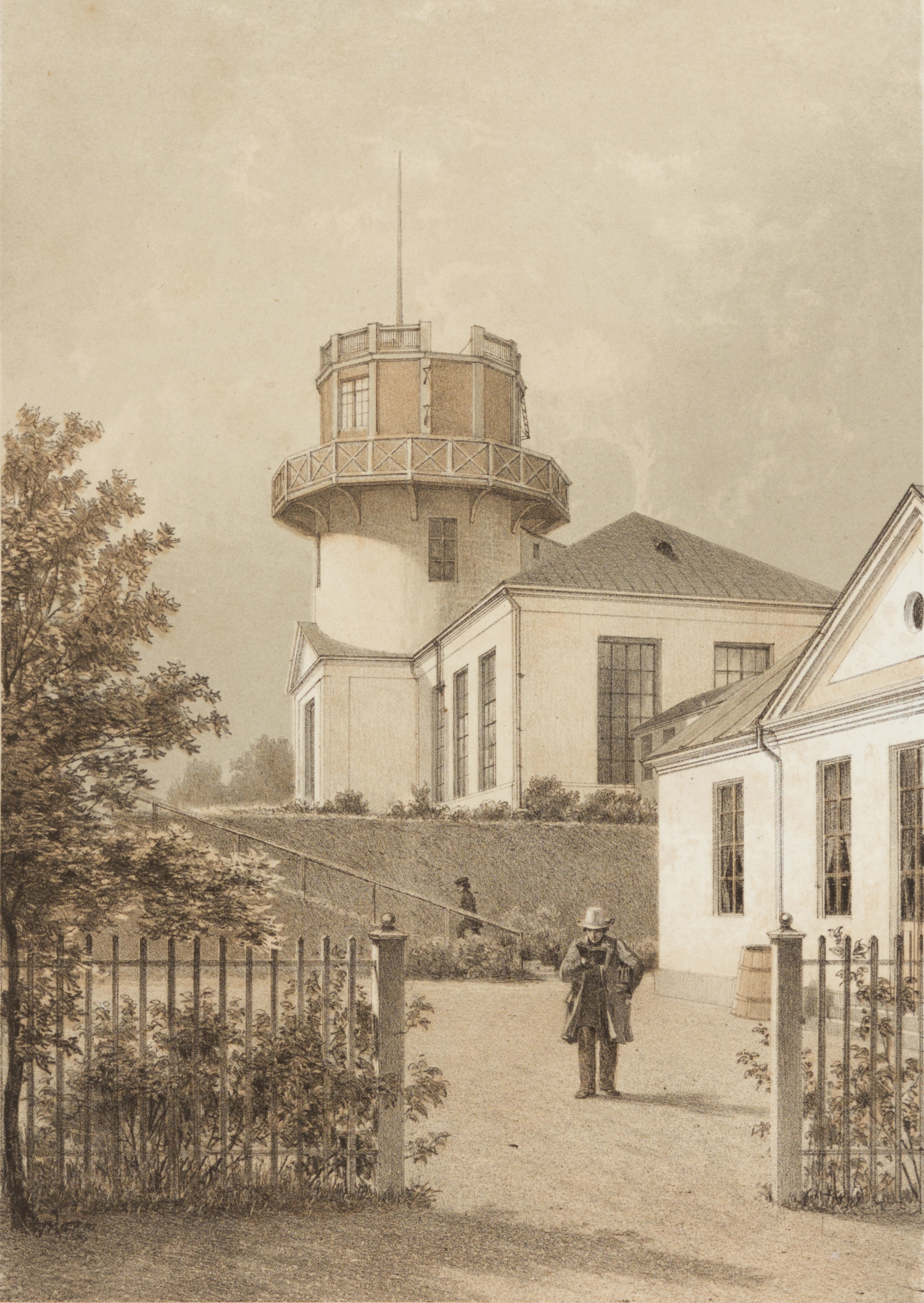
旧天文台を描いた絵画（1860年）

19世紀後半には、ロシア帝国は中央集権的な科学政策を進め、天文学もプルコヴォ天文台に権限が集中し、タルトゥ天文台は地方の一天文台に過ぎない存在となる。併せてロシア化政策も進められ、ドイツ語で教育研究を行い、自治にこだわる大学への国費の投入は縮小し、タルトゥ天文台は更に厳しい状況となった。この頃、天文台では系統的な気象観測を始めたり、地震学に力を入れたりしており、気象台や重力観測所を兼ねた複合的な研究施設となっていった。天文台としても、若い天文学者が研鑽を積む場として機能し、オスカル・バックルンド、エルンスト・ハルトヴィッヒやルドヴィッヒ・シュトルーベらが研究を行っていた。
19世紀の終わり頃、ロシア化が果たされると共に大学の財政は上向き、天文台にも新たな観測装置が導入された。1897年にはレプソルト天頂望遠鏡が、1911年にはフラウンホーファー望遠鏡に替わる口径8インチのツァイス屈折望遠鏡が設置された。

### エストニア独立期
ロシア革命と、それに続くエストニア独立の後、初めてエストニア人が台長に就任し、やがてエストニア出身のエルンスト・エピックがタルトゥ天文台での観測を始めた。エピックはここで、天文台の伝統とも言える位置天文学的な観測の他、惑星や流星の研究であったり、アンドロメダ銀河までの距離を世界に先駆けて推定するなど、様々な成果をあげた。また、エピックはエストニア軍に協力することで天文台の地位を向上させたり、現代的な天文学研究室を整備し、グリゴリ・クズミンら優秀な弟子を残すなど、天文台に大きく貢献した。

### ソ連期

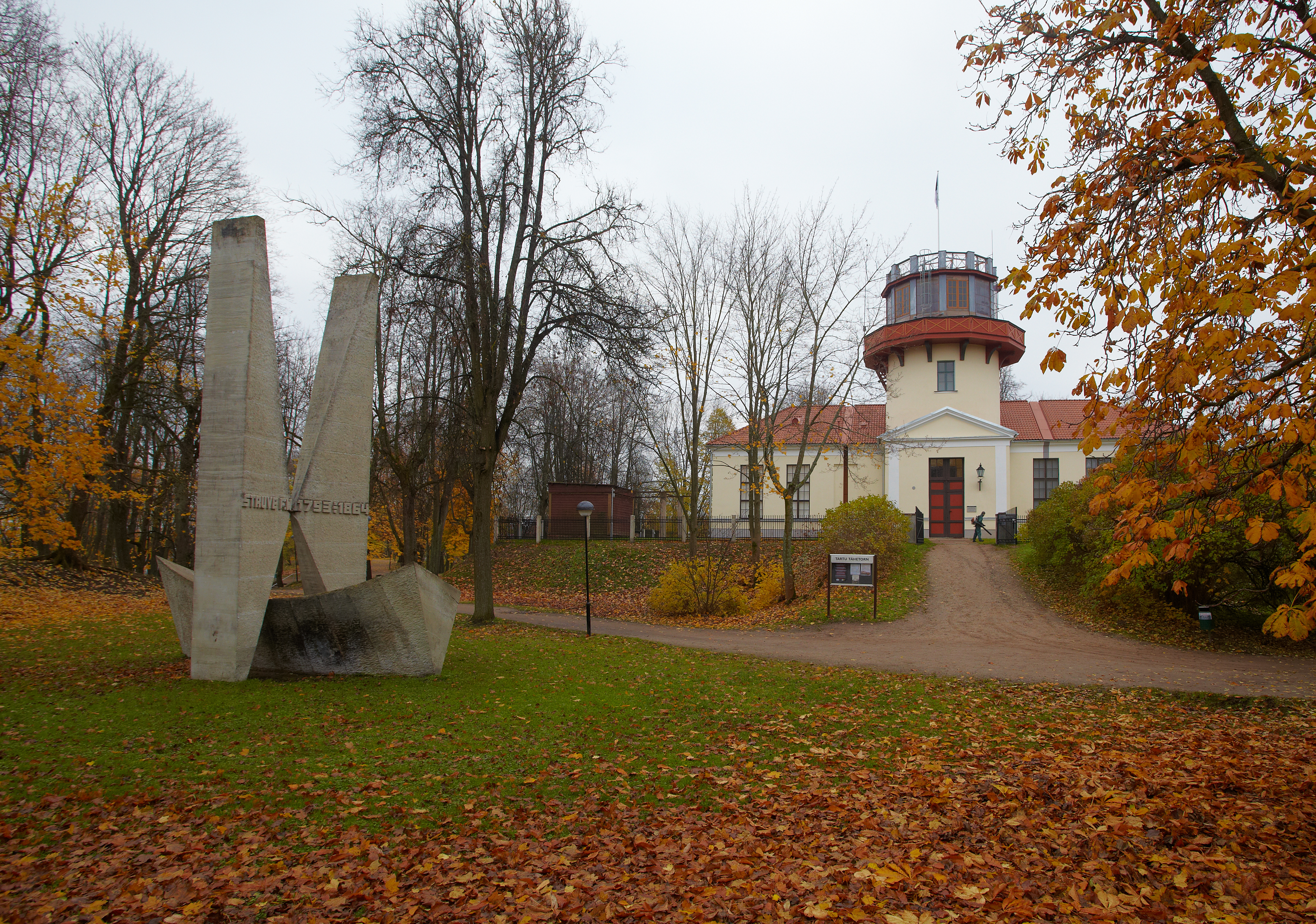
旧天文台前に設置された、シュトルーベの記念碑。

第二次世界大戦におけるドイツ・ソ連の侵攻による混乱で、天文台施設は無事だったものの、略奪などにより収蔵されていた観測機器などには損害が出た。戦後、エストニアはソ連に併合され、タルトゥ天文台はタルトゥ大学の附属施設から、ソ連科学アカデミーの従属機関となったエストニア科学アカデミーの管理下に移った。
エストニア科学アカデミーは、大学から引き継いだ古い施設ではなく、自前の新しい天文台建設を志向した。タルトゥ市から南西におよそ20kmの郊外に建設地を定め、1958年に建設開始、1964年に完成し、偉大な先人にあやかって「ヴィルヘルム・シュトルーベ天文台」と称した。天文学者の殆どは、完成と共に新天文台へ移っていった。旧天文台は、歴史的な観測機器や資料を展示する博物館として利用され、1969年には、旧天文台前にシュトルーベの記念碑が建てられた。
新天文台には、新しい観測機器が導入され、1976年には北欧最大といわれる口径1.5mカセグレン式望遠鏡が設置された。

### エストニア独立回復後

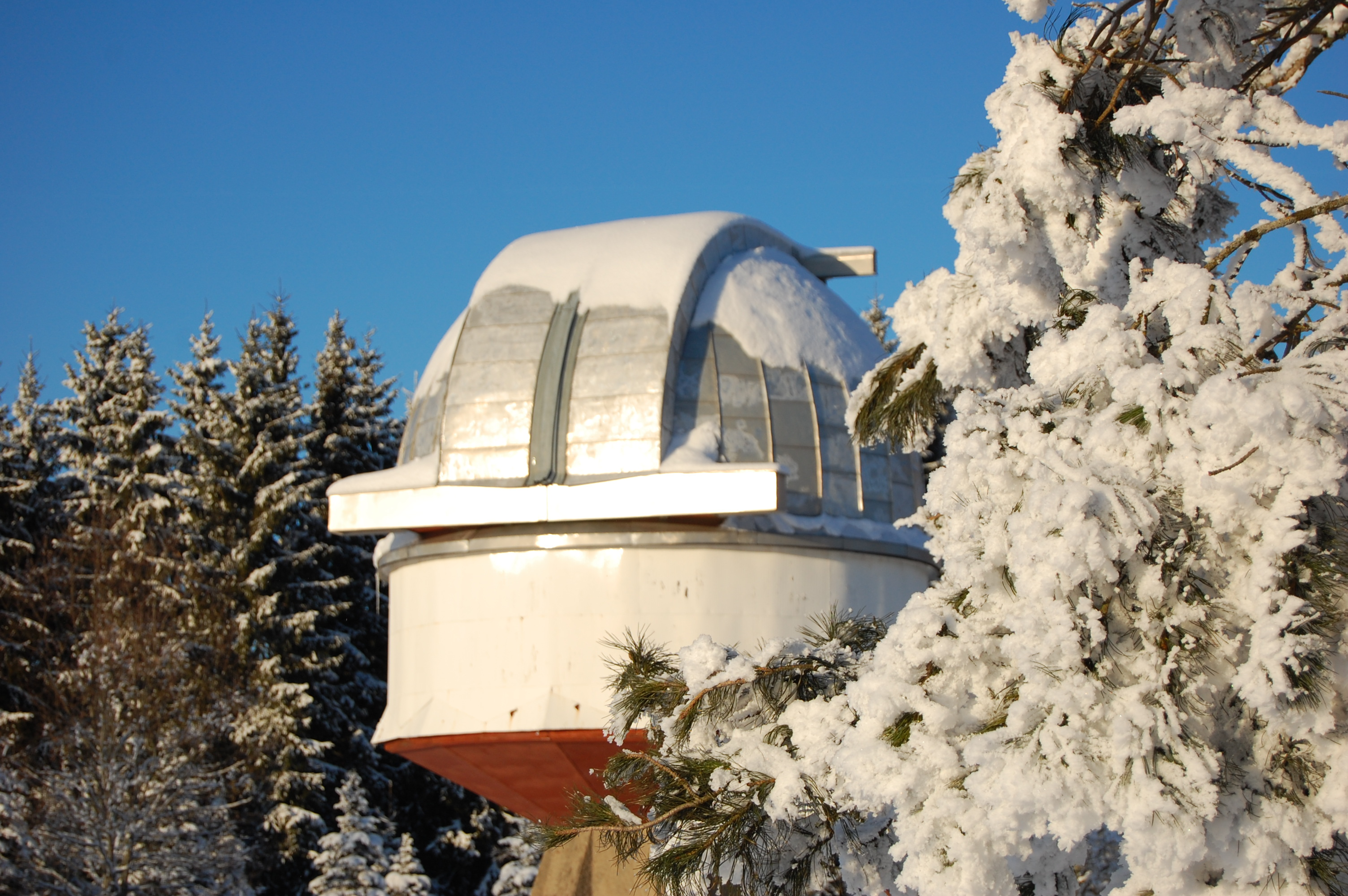
タルトゥ天文台の60cm反射望遠鏡棟。

ソ連が崩壊し、エストニアが独立を回復した1990年代、フラウンホーファー屈折望遠鏡のお色直しや、旧天文台を含むシュトルーベの測地弧の保存運動が行われた。1996年には、旧天文台がエストニア科学アカデミーからタルトゥ大学へ返還された。その後、タルトゥ大学博物館の天文展示施設となり、2009年から2010年にかけては建物の改修が行われた。
新天文台は、1995年に名前をタルトゥ天文台と改めた。1998年には、ツァイスの口径60cm反射望遠鏡が完成した。2011年から2012年にかけて、新天文台の本館も改修が行われた。2018年からは、新天文台もタルトゥ大学の所管となっている。

## 旧天文台
タルトゥ旧天文台（タルトゥ大学旧天文台、古タルトゥ天文台とも）では、常設展示としてはシュトルーベの業績を示す資料や、フラウンホーファー屈折望遠鏡などのタルトゥ天文台で使われた歴史的な観測装置などが公開されている。催事として、天文学の講座、プラネタリウム投影、夜間の天体観望会なども行っている。
タルトゥ市の「ハンザ・デー」の際には、恒例行事として、旧天文台周辺は「科学のまち」となり、科学の公開実験が行われたり、エストニアにおける過去・現在の科学的な成果の紹介や機器の展示といった出展があったりする。
旧天文台では、1988年6月23日に現在のエストニア国旗がソ連による禁止から復活したその日から、国旗を掲げており、エストニア独立100周年の独立記念日には、旧天文台で国旗を称える式典が行われた。
2005年には、「シュトルーヴェの測地弧」の基点として、旧天文台本館が世界文化遺産の構成資産の一つに認定されている。タルトゥ旧天文台は、測地弧の登録地の中で、建物が測量点に使われそれが現存している数少ない例である。シュトルーベが実際に用いた測量点は、旧天文台内のある一点であるが、それはずっと保存されていたわけではなく、2002年に復元されたものである。

### ギャラリー

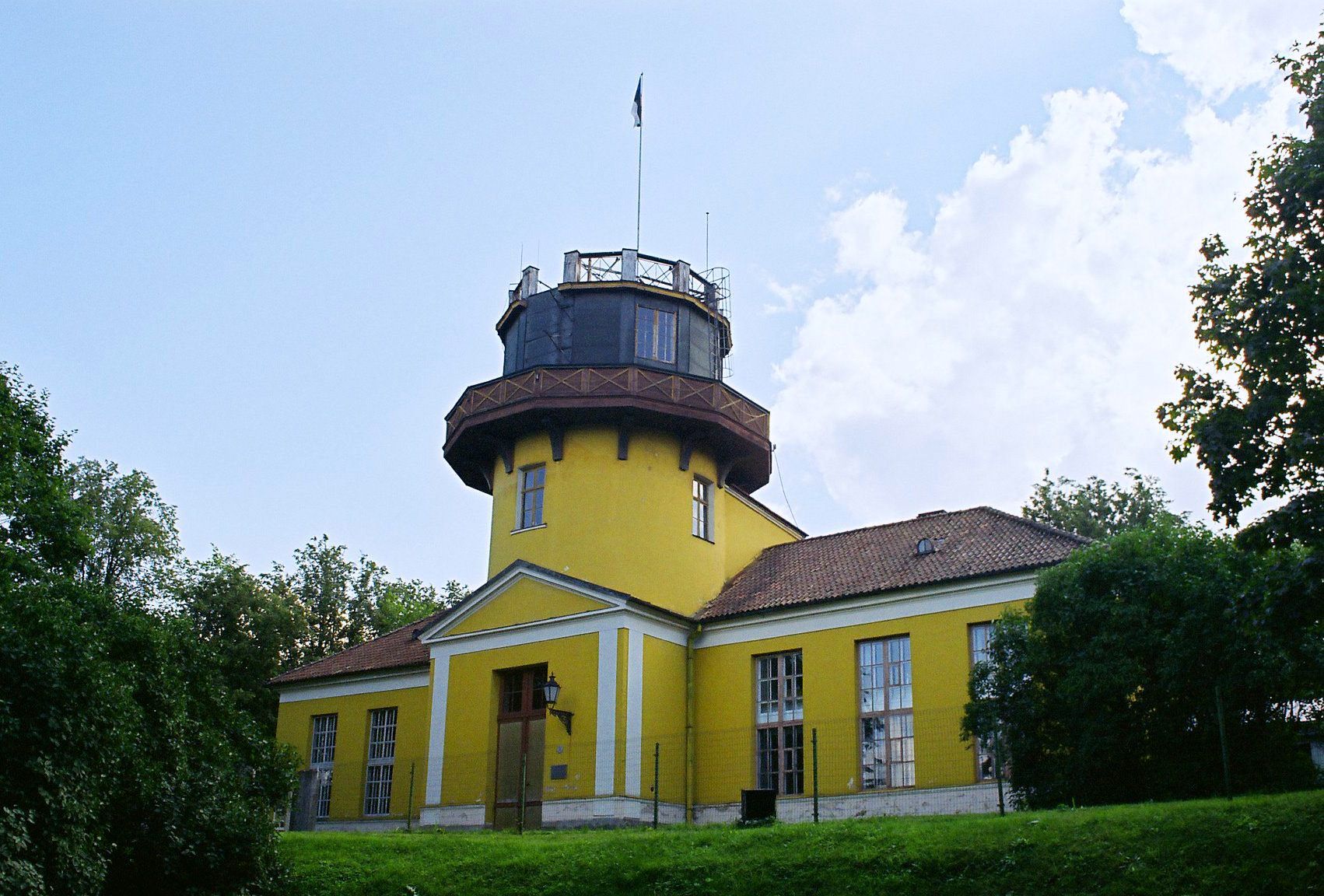
旧天文台本館（2006年）
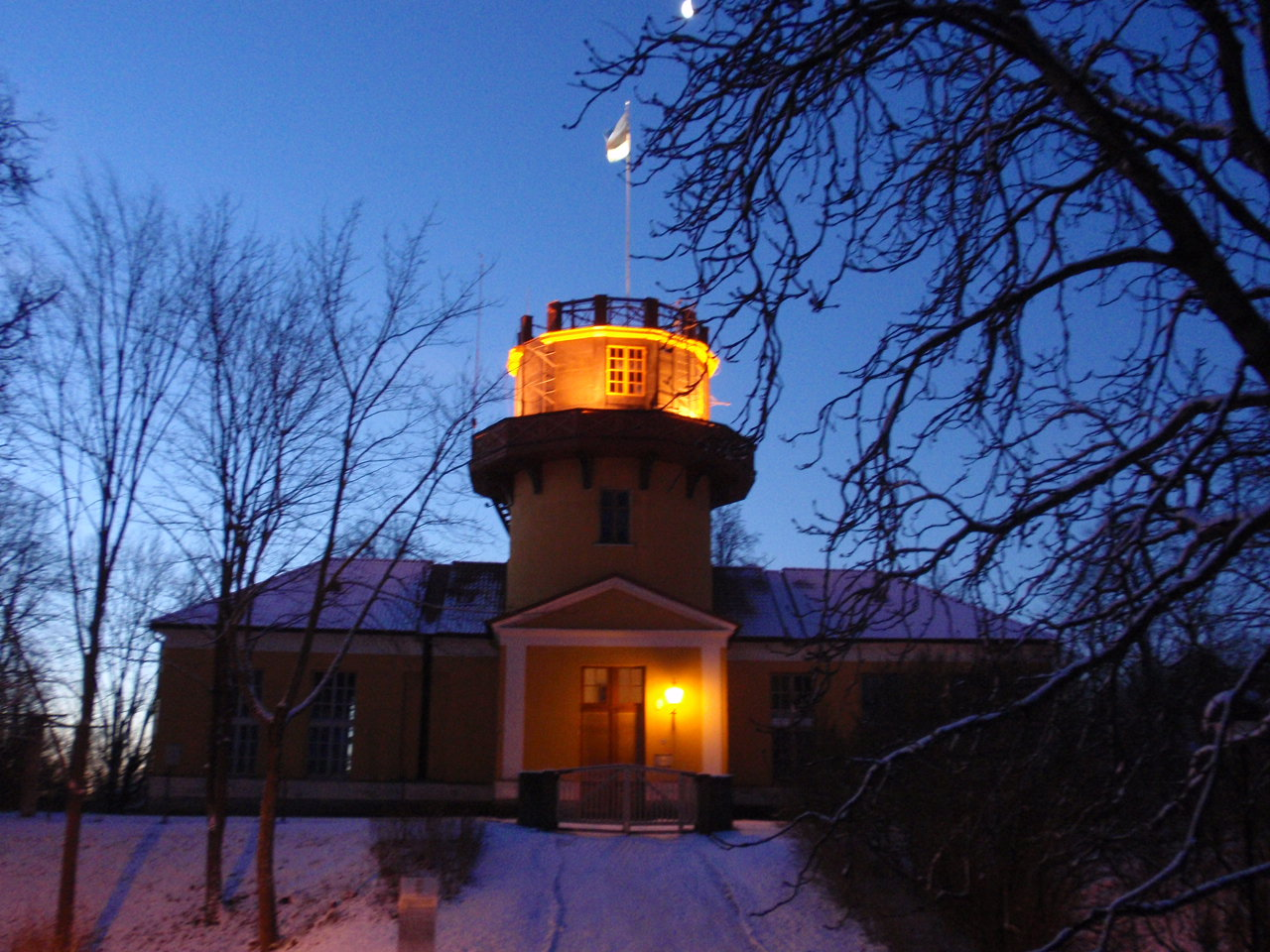
夜の旧天文台（2008年）
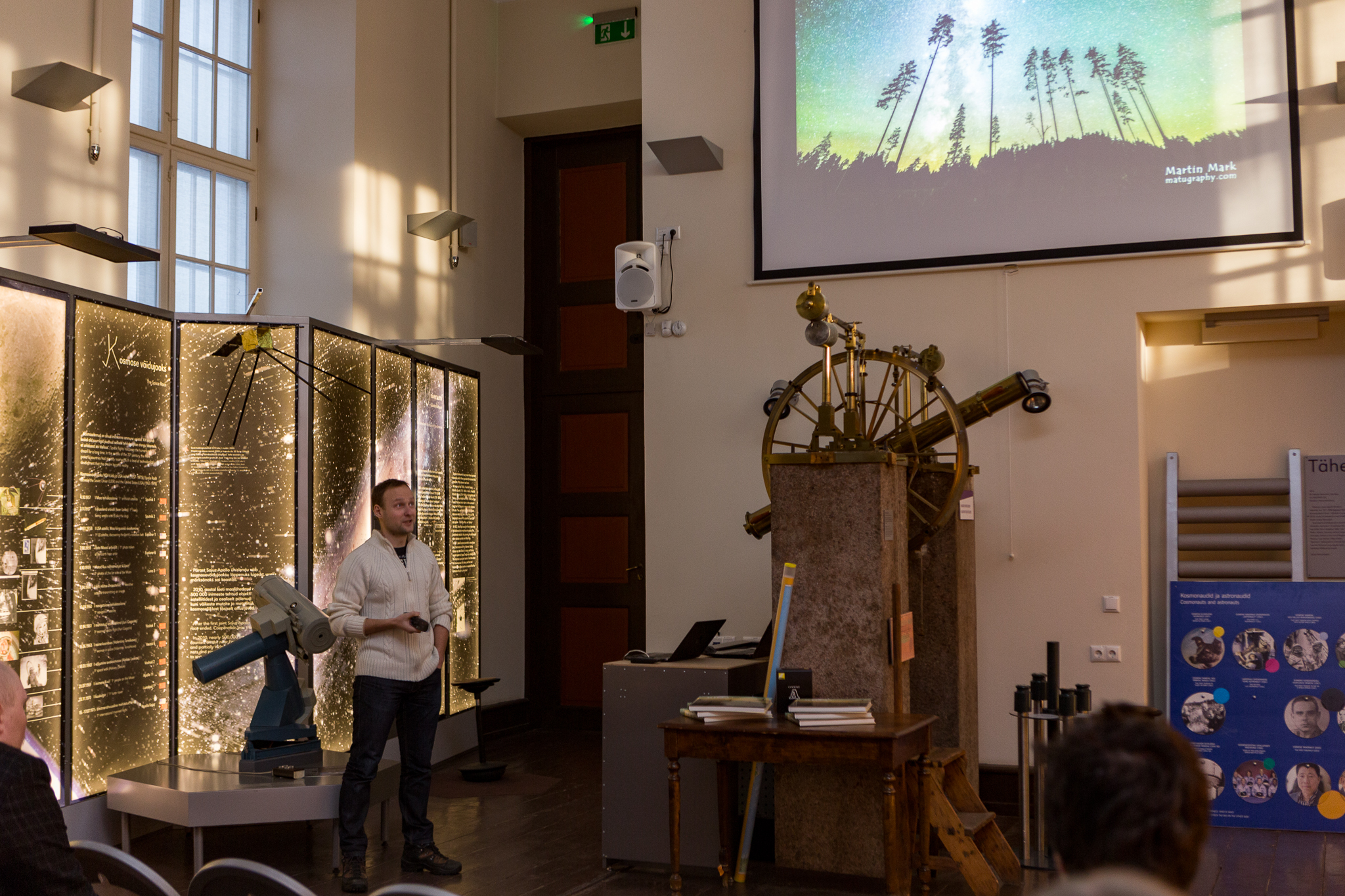
西翼展示室における講義の模様。

## 新天文台
タルトゥ天文台は、タルトゥ県ヌオ郡トゥラヴェレの丘に位置する。所在地の地名から、トゥラヴェレ天文台と呼ばれることもある。タルトゥ天文台は、タルトゥ大学理工学部傘下の研究機関となっており、天文学、リモートセンシング、宇宙工学の各分野で研究を行っている。
小惑星(13995) トゥラヴェレは、タルトゥ天文台がある村の名前にちなんで命名されている。

### 設備

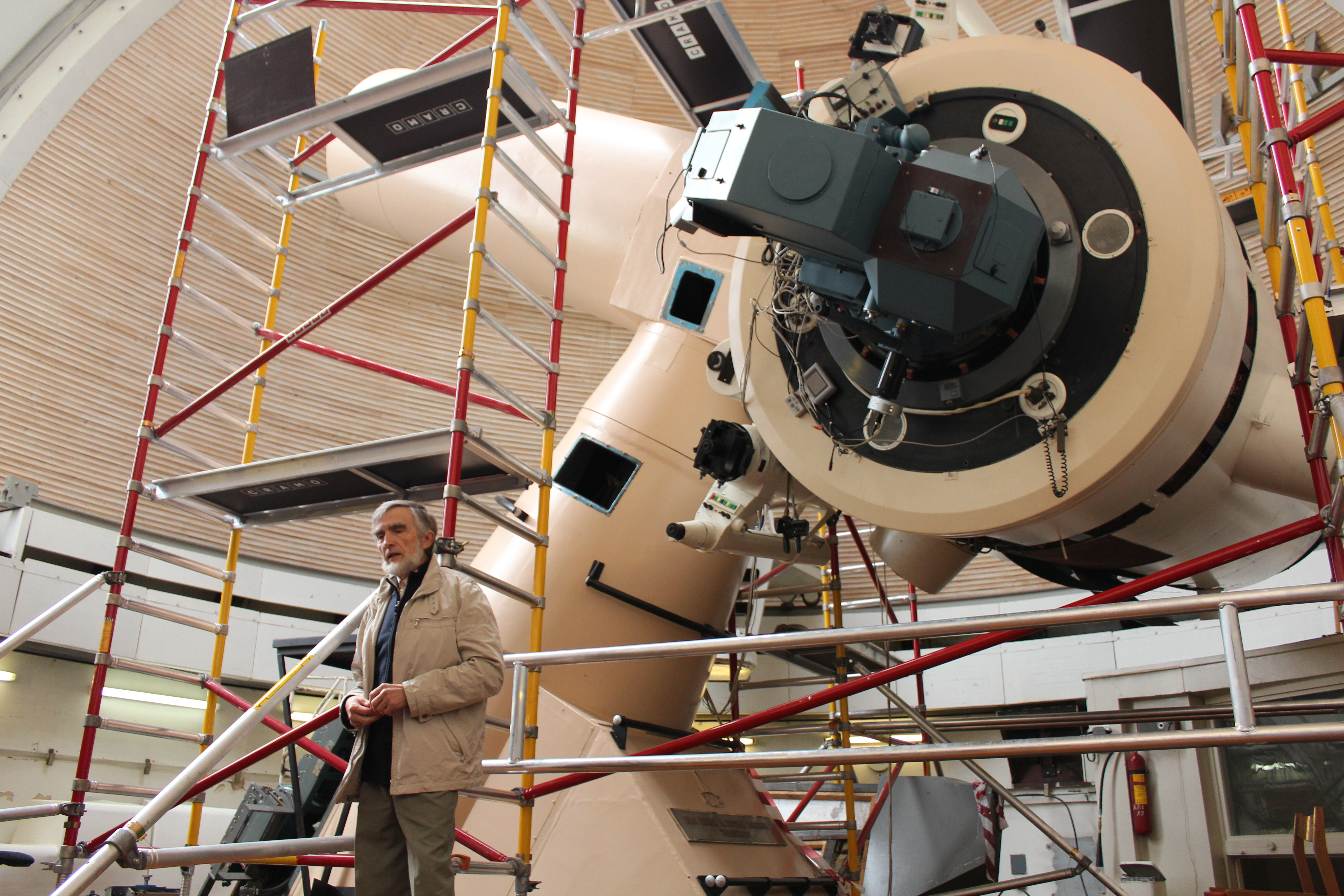
改修中のタルトゥ天文台1.5m反射望遠鏡。

タルトゥ天文台には、稼働中の主力望遠鏡が3台ある。口径1.5mカセグレン式望遠鏡は、北欧最大の光学望遠鏡で、主に分光観測に用いられる。60cmカセグレン式望遠鏡は、主に測光観測に用いられる。最も新しい望遠鏡は、アマチュア天文家から寄贈された31cmドール・カーカム式望遠鏡を自動望遠鏡化したもので、撮像測光観測を行っている。主要な望遠鏡は、天文台本館とは別にドームや望遠鏡棟に設置されており、1.5m望遠鏡棟は敷地の西端にある。
タルトゥ気象台の観測点は、元々旧天文台にあったが、1997年からは新天文台に設置されている。気温、風速、降水量の継続的な計測に加え、太陽紫外線の測定なども行っている。
また、タルトゥ天文台は、リモートセンシング分野で欧州宇宙機関の協力機関となっており、装置開発や試験のために、主に紫外線から近赤外線の波長域で精密な放射測定・較正を行える実験室を備えている。

### ギャラリー

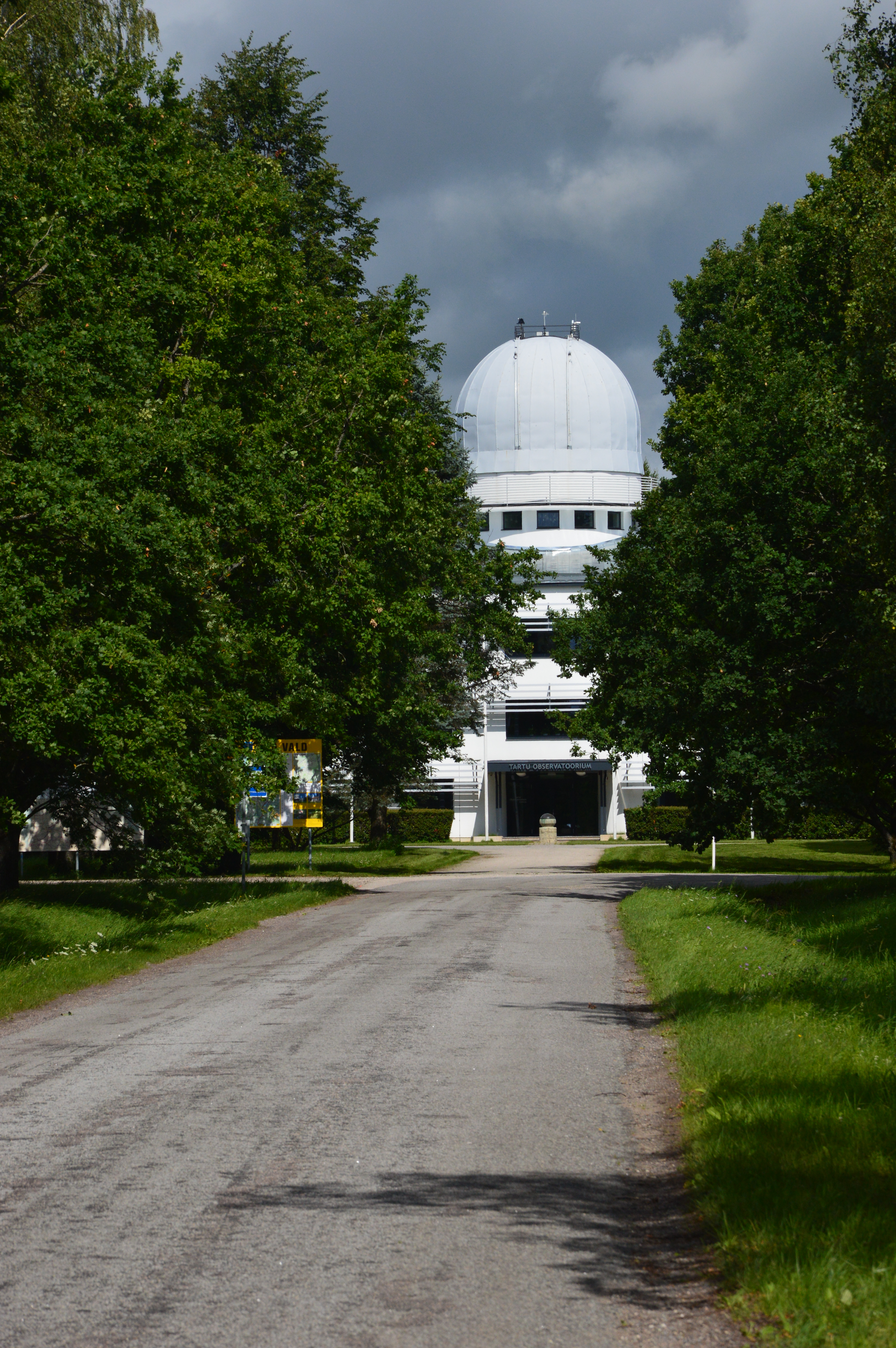
進入路から木立越しにみえるタルトゥ天文台本館。
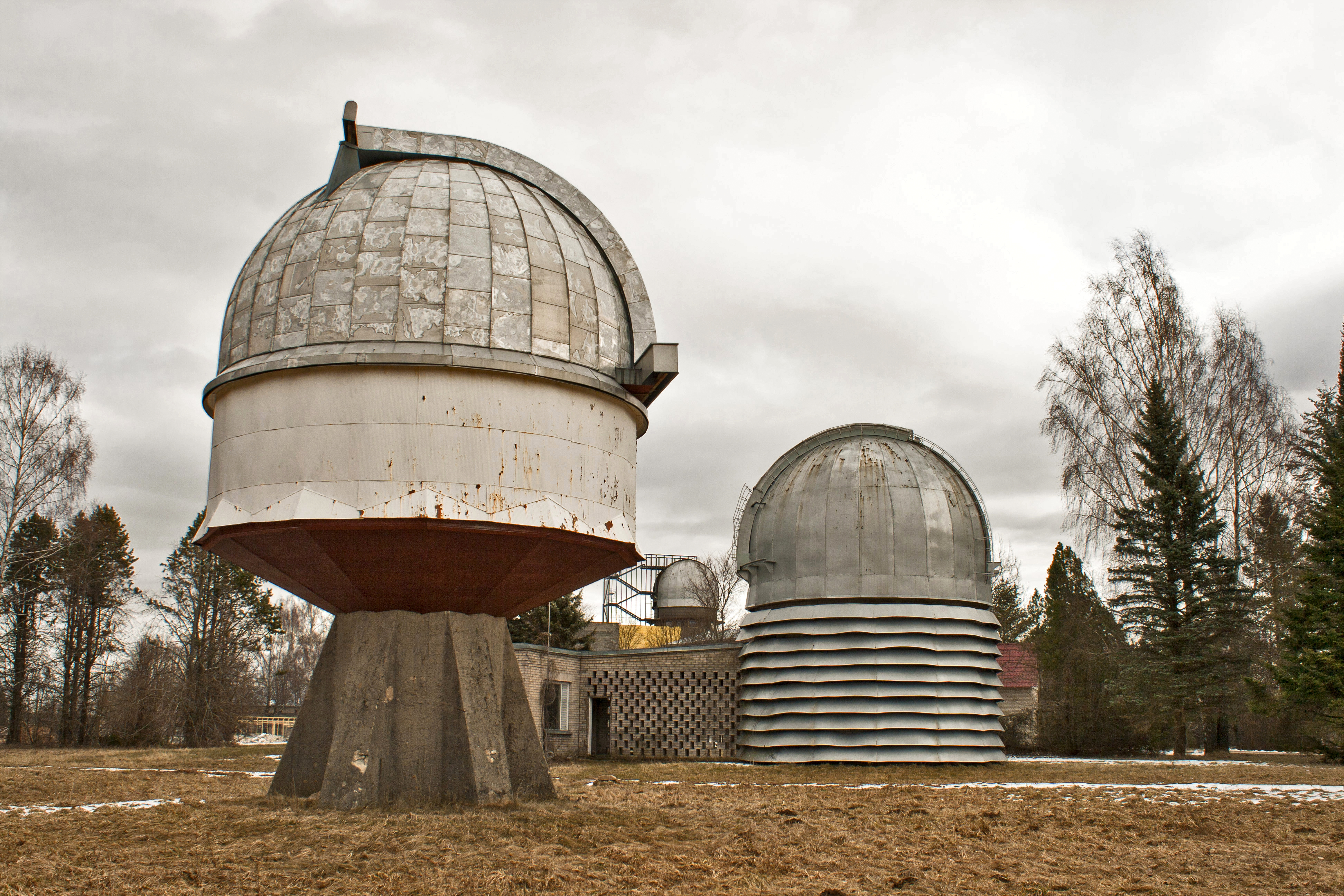
新天文台の敷地にあるドーム群。